# Johnbell
Johnbell — вимерлий рід унгулят родини Interatheriidae. Єдиним відомим видом, що належить до роду, є Johnbell hatcheri. Цю тварину назвали на честь палеонтолога Джона Белла Хетчера. Цей рід споріднений Ignigena і підродини Interatheriinae. Ця тварина жила в центральній частині Чилі в період раннього олігоцену.